# 嘉義市東區興安國民小學
嘉義市立興安國民小學（Chiayi Municipal Sing-an Elementary School，簡稱興安國小）位於台灣嘉義市，著名的八掌溪河畔，鄰近私立輔仁中學、軍輝橋。

## 校史
- 民國七十四年三月張博雅市長令籌設宣信國小分校。
- 民國七十六年四月一日獨立設校，由張博雅市長命名為興安國民小學。
- 民國七十六年六月二十三日取得土地兩筆，一筆嘉義市下路頭段四三三～五九號，一筆四三三～六０號，所有權狀總面積二．一六０四公頃。
- 民國七十七年一月十二日奉台灣省七七府教四字第一四二四六一號函准予獨立設校。
- 民國七十七年七月十六日上午九時，由張博雅市長親自主持第一棟校舍新建動土典禮。
- 民國七十七年七月十八日台灣省政府七七教四字第五八二００號函同意七十七學年度正式創校，並派張剛政先生為首任校長。
- 民國七十七年九月，新校舍未竣工前暫借宣信國小上課。
- 民國七十八年十一月二十四日第一棟校舍落成，遷回新校舍上課。
- 民國八十一年三月十六日第二任校長鍾千惠到職。
- 民國八十三年一月二十七日第二棟校舍落成。
- 民國八十四年十一月十日至善樓動土，民國八十六年四月十二日驗收完成。
- 民國八十六年八月二十八日第三任校長林淑美到職。
- 民國八十七年興建河堤，本校四三三～七三土地被徵用部分土地。
- 自民國八十三年十二月十九日至民國八十七年十一月二十日爭取三筆土地八九二、八九二～一、八九三無償撥用本校。
- 民國九十年八月二日第四任查校長顯良到任接篆視事。
- 民國九十四年八月一日第五任李校長舜隆到任接篆視事。
- 民國一0二年八月一日第六任陳校長文瑜到任接篆視事。
- 自民國一0三年七月九日爭取嘉義市下頭路段494及892等二筆地號之部分土地為文小用地。
- 民國104年7月20日本市「湖子內區段徵收公共工程第一標」公共設施用地-文小26及兒23由本校代為管理維護（依民國104年8月4日府教國字第1041510462號函辦理）。
- 民國104年8月18日嘉義市政府公告「變更嘉義市都市計畫【兒童遊樂場用地（兒23:下頭路段494及892)為學校用地（文小）】案業經內政部核定實施。
- 民國105年1月28日前棟西側校舍老舊廁所整修工程竣工驗收完畢，獲教育部「國民中小學老舊廁所整修工程績優學校評選活動」全國銅獎，獎金30萬。
- 民國105年5月27日後棟校舍耐震補強工程竣工驗收完畢。
- 民國105年8月23日校園操場整建工程竣工驗收完畢，新建綜合球場及PU跑道。
- 民國106年3月3日接管湖子內興安小段175地號(註：原兒23)、湖子內興安小段176地號(文小26) (嘉義市政府106年3月3日府教國字第1061502664號函)。
- 民國106年3月3日代管湖子內湖美小段24地號(文小27) (嘉義市政府106年3月3日府教國字第1061502664號函)。
- 民國106年7月13日 「綠洲、藍帶、築夢島城鎮風貌型塑整體計畫工程」竣工驗收完畢，建置興美六路與環興街學童通學步道。

## 歷任校長
| 任別 | 任期 | 姓名   | 備註 |
| ---- | ---- | ------ | ---- |
| 1    |      | 張剛政 |      |
| 2    |      | 鍾千惠 |      |
| 3    |      | 林淑美 |      |
| 4    |      | 查顯良 |      |
| 5    |      | 李舜隆 |      |
| 6    |      | 陳文瑜 |      |
| 7    | 現任 | 查顯良 |      |

## 外部連結
- 嘉義市立興安國民小學（页面存档备份，存于）